# Gadarene Lake
Gadarene Lake är en sjö i Antarktis. Den ligger i Västantarktis. Argentina, Chile och Storbritannien gör anspråk på området. Gadarene Lake ligger 265 meter över havet.